# Tipula (Lunatipula) ursulae
Tipula (Lunatipula) ursulae is een tweevleugelige uit de familie langpootmuggen (Tipulidae). De soort komt voor in het Palearctisch gebied.